# Sybra fusca
Sybra fusca là một loài bọ cánh cứng trong họ Cerambycidae.